# Bundesregierung Nehammer
Die Bundesregierung Nehammer war vom 6. Dezember 2021 bis zum 10. Jänner 2025 die Bundesregierung der Republik Österreich. Nach der Nationalratswahl in Österreich 2024 beschloss sie am 2. Oktober ihren Rücktritt, woraufhin sie am selben Tag vom Bundespräsidenten ihres Amtes enthoben und gleichzeitig mit der Fortführung der Verwaltung bis zur Bildung einer neuen Bundesregierung beauftragt wurde.

## Geschichte

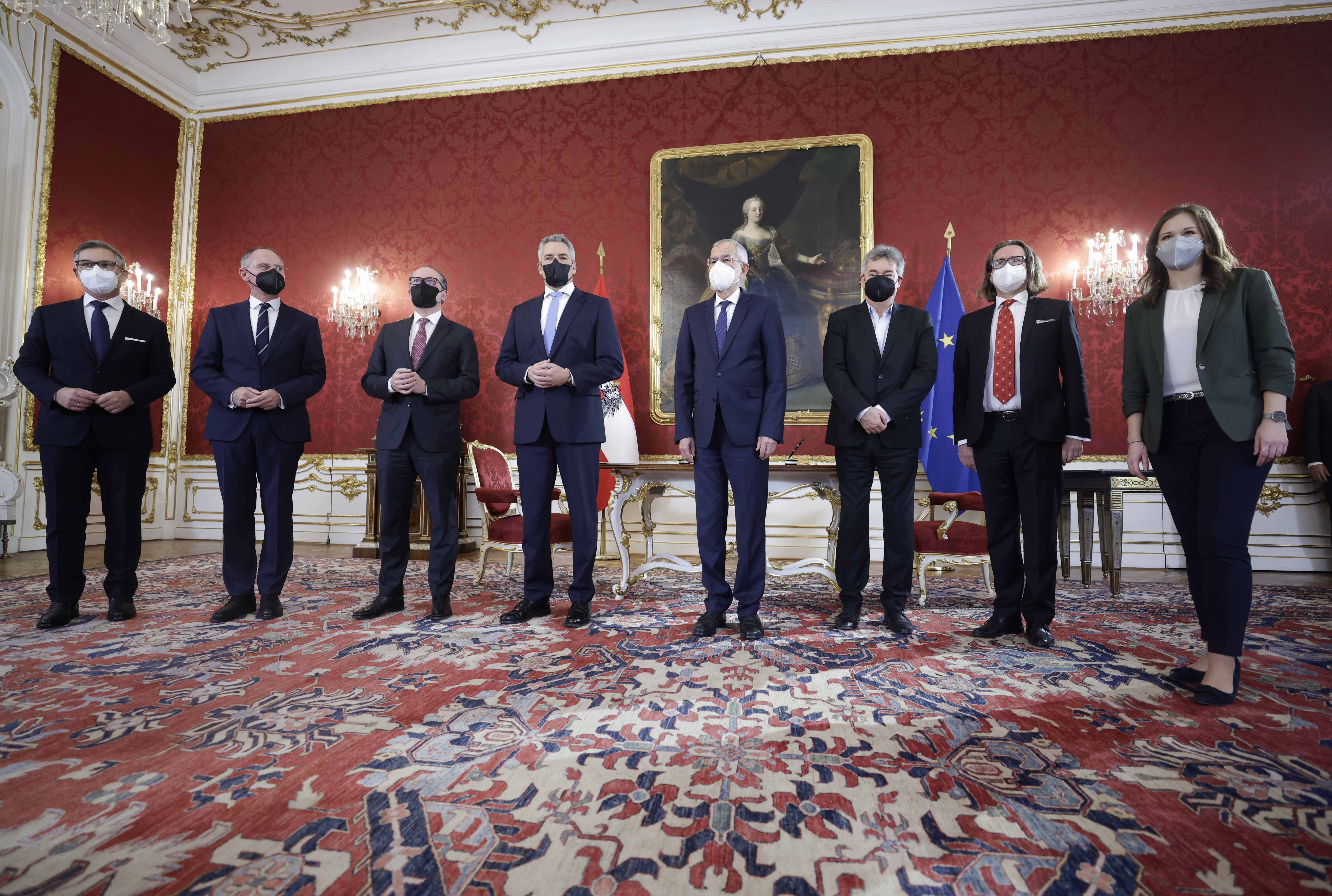
Angelobung am 6. Dezember 2021

Nach dem Rücktritt von Alexander Schallenberg als Bundeskanzler am 2. Dezember 2021 wurde eine Neubildung notwendig. Sein Nachfolger als Bundeskanzler wurde der geschäftsführende ÖVP-Parteiobmann und bisherige Innenminister, Karl Nehammer. Wie die vorhergehenden Regierungen seit der Nationalratswahl 2019 besteht sie aus der Österreichischen Volkspartei und den Grünen.
Das grüne Regierungsteam blieb das gleiche wie in der Bundesregierung Schallenberg; bei der ÖVP gab es – zusätzlich zum Regierungschef – personelle Veränderungen. Schallenberg wechselte zurück ins Außenministerium und ersetzte damit Michael Linhart. Nehammers Nachfolger als Innenminister wurde der niederösterreichische Landtagsabgeordnete Gerhard Karner. Magnus Brunner ersetzte den bisherigen Finanzminister Gernot Blümel, der am 2. Dezember seinen Rücktritt erklärt hatte.
Martin Polaschek, bisher Rektor der Universität Graz, übernahm das Bildungsministerium von Heinz Faßmann. Die Vorsitzende der Jungen Volkspartei, Claudia Plakolm, wurde neue Staatssekretärin im Bundeskanzleramt und übernahm die Jugend-Agenden, die zuvor aus dem Ressort von Kanzleramtsministerin Susanne Raab herausgelöst wurden. Raab übernahm im Gegenzug die bereits im Kanzleramt angesiedelten Medienagenden.
Am 8. März 2022 wurde nach dem Rücktritt Wolfgang Mücksteins als Gesundheitsminister Johannes Rauch als dessen Nachfolger im Bundesministerium für Soziales, Gesundheit, Pflege und Konsumentenschutz angelobt.
Am 9. Mai 2022 gaben Landwirtschaftsministerin Elisabeth Köstinger und Wirtschaftsministerin Margarete Schramböck ihren Rücktritt bekannt.
Daraufhin erfolgte am 11. Mai 2022 die Angelobung neuer Regierungsmitglieder.
Zum einen wurde Martin Kocher zusätzlich zu seinem bisherigen Ressort als Bundesminister für Digitalisierung und Wirtschaftsstandort angelobt. Ihm wurde in einem neugeschaffenen Staatssekretariat Susanne Kraus-Winkler zur Seite gestellt. Florian Tursky wurde zum Staatssekretär im Finanzministerium ernannt. Norbert Totschnig hätte zum neuen Bundesminister für Landwirtschaft, Regionen und Tourismus angelobt werden sollen, der Formalakt konnte wegen eines positiven COVID-19-Tests Totschnigs nicht durchgeführt werden. Elisabeth Köstinger blieb noch bis zur Angelobung Totschnigs am 18. Mai 2022 im Amt. Geplante Änderungen in der Ressortverteilung können erst nach einer Novelle des Bundesministeriengesetzes in Kraft treten.
Nach Novellierung des Bundesministeriengesetzes wurden Martin Kocher und Susanne Kraus-Winkler am 18. Juli 2022 erneut durch den Bundespräsidenten angelobt.

## Liste der Regierungsmitglieder
| Amt | Foto                                                 | Name | Partei | Partei                            | Staatssekretariat, zur Unterstützung für                                                                                        | Foto                                                           | Partei | Partei |
| --- | ---------------------------------------------------- | --- | ------ | --------------------------------- | --- | -------------------------------------------------------------- | ------ | ------ |
| Bundeskanzler |                                                      | Karl Nehammer |        | ÖVP                               | Claudia Plakolm, Jugend, Zivildienst (ab Juli 2022), Digitalisierung (ab Mai 2024) (bis 4. Jänner 2022 ohne bestimmte Aufgaben) |                                                                |        | ÖVP    |
| Vizekanzler (bis 2. Oktober 2024) |                                                      | Werner Kogler |        | Grüne                             | |                                                                |        |        |
| Bundesminister für Kunst, Kultur, öffentlichen Dienst und Sport | Andrea Mayer, Kunst und Kultur (bis 2. Oktober 2024) | Werner Kogler |        | Grüne                             | | SPÖ (Mitgliedschaft ruhend gestellt, von den Grünen nominiert) |        |        |
| Bundesminister für europäische und internationale Angelegenheiten |                                                      | Alexander Schallenberg |        | ÖVP                               | |                                                                |        |        |
| Bundesminister für Arbeit und Wirtschaft |                                                      | Martin Kocher (bis 17. Juli 2022 als Bundesminister für Arbeit, ab 11. Mai 2022 zusätzlich mit der Leitung des Bundesministerium für Digitalisierung und Wirtschaftsstandort betraut, seit 17. Juli 2022 zusammengeführt) |        | parteilos (von der ÖVP nominiert) | Susanne Kraus-Winkler (ab 11. Mai 2022 ohne bestimmte Aufgaben)                                                                 |                                                                |        | ÖVP    |
| Bundesminister für Bildung, Wissenschaft und Forschung |                                                      | Martin Polaschek |        | parteilos (von der ÖVP nominiert) | |                                                                |        |        |
| Bundesminister für Finanzen |                                                      | Magnus Brunner (bis 20. November 2024) |        | ÖVP                               | Florian Tursky (ab 11. Mai 2022 ohne bestimmte Aufgaben; bis 8. März 2024)                                                      |                                                                |        | ÖVP    |
| Bundesminister für Finanzen |                                                      | Gunter Mayr (seit 20. November 2024) |        | parteilos (von der ÖVP nominiert) | |                                                                |        |        |
| Bundesminister für Inneres |                                                      | Gerhard Karner |        | ÖVP                               | |                                                                |        |        |
| Bundesministerin für Justiz |                                                      | Alma Zadić |        | Grüne                             | |                                                                |        |        |
| Bundesministerin für Klimaschutz, Umwelt, Energie, Mobilität, Innovation und Technologie                                                                               |                                                      | Leonore Gewessler |        | Grüne                             | |                                                                |        |        |
| Bundesministerin für Landesverteidigung |                                                      | Klaudia Tanner |        | ÖVP                               | |                                                                |        |        |
| Bundesminister/-in für Land- und Forstwirtschaft, Regionen und Wasserwirtschaft                                                                                        |                                                      | Elisabeth Köstinger (bis 18. Mai 2022, als Bundesministerin für Landwirtschaft, Regionen und Tourismus) |        | ÖVP                               | |                                                                |        |        |
| Bundesminister/-in für Land- und Forstwirtschaft, Regionen und Wasserwirtschaft                                                                                        | Norbert Totschnig (ab 18. Mai 2022)                  | |        | ÖVP                               | |                                                                |        |        |
| Bundesminister für Soziales, Gesundheit, Pflege und Konsumentenschutz                                                                                                  |                                                      | Wolfgang Mückstein (bis 8. März 2022) |        | Grüne                             | |                                                                |        |        |
| Bundesminister für Soziales, Gesundheit, Pflege und Konsumentenschutz                                                                                                  | Johannes Rauch (ab 8. März 2022)                     | |        | Grüne                             | |                                                                |        |        |
| Bundesministerin für Frauen, Familie, Integration und Medien im Bundeskanzleramt (bis 4. Jänner 2022 als Bundesministerin für Frauen, Familie, Jugend und Integration) |                                                      | Susanne Raab |        | ÖVP                               | |                                                                |        |        |
| Bundesministerin für EU und Verfassung im Bundeskanzleramt |                                                      | Karoline Edtstadler |        | ÖVP                               | |                                                                |        |        |
| Bundesministerin für Digitalisierung und Wirtschaftsstandort (2020–2022)                                                                                               |                                                      | Margarete Schramböck (bis 11. Mai 2022; anschließend von Martin Kocher übernommen; Ministerium per 17. Juli aufgelöst) |        | ÖVP                               | |                                                                |        |        |